# Операция „Морски лъв“
Операция „Морски лъв“ (на немски: Unternehmen Seelöwe) е германски план за нападение над Англия по време на Втората световна война. На 17 септември 1940 г. тя е отложена за неопределено време.

## Планиране на операцията
След бързата победа по време на битката за Франция Германия вярва, че е спечелила война на запад, но не оценява правилно защитните способности на Англия. Под надзора на гросадмирал Ерих Редер от Кригсмарине са изготвени редица планове за десантно нападение през Ла Манша. Най-ранните, датиращи от ноември 1939 г., идентифицират условията необходими за извършване на операцията:
1. Кралският флот трябва да бъде елиминиран.
2. Кралските военновъздушни сили трябва да бъдат отслабени.
3. Унищожаване на бреговите защитни съоръжения.
4. Предотвратяване на британски подводничарски действия срещу десантните части.

Главното командване на сухопътните войски на Вермахта първоначално планира нападение от голям мащаб, което обхваща голяма част от Ламанша, от Дорсет до Кент. Това далеч надхвърля възможностите на военноморските сили и крайния план е по-скромен, включващ транспортирането на девет дивизии като първи ешелон и спускането на военновъздушна дивизия, която да ги поддържа. Местата за десант се простират от Ротингдин на запад до Хайт на изток.
Според планът на операцията германските части трябва да тръгнат от районите между Шербур и Лайм-Регис, Хавър и Вентнор, Булон и Истбърн, Кале и Фолкестоун, Дюнкерк, Остенде и Рамсгейт. Парашутистите трябва да се приземят близо до Брайтън и Довър. След овладяване на бреговата линия, те трябва да продължат на север, да превземат Глостър и да обкръжат Лондон. Германските части трябва да достигнат до 52-рия паралел (приблизително до Нортхамптън), като се предполага, че останалата част от страната ще се предаде.
На 16 юли 1940 г. е издадена директива №16 на ОКВ. В директивата Адолф Хитлер казва: Реших да бъде подготвена десантна операция срещу Англия и ако е необходимо да бъде проведена.
На операцията е дадено кодовото име „Морски лъв“, а за срок за готовност е определен 15 август.
Условията на Хитлер за извършване на нападението са:
- Кралските военновъздушни сили трябва да бъдат разбити физически и морално, не трябва да представляват значителна заплаха за преминаващите германски войски.
- Ламаншът трябва да бъде прочистен от британските мини в районите на преминаване, а двете страни на Па дьо Кале трябва да бъдат блокирани от германски мини.
- Бреговата зона между окупирана Франция и Англия трябва да бъде под контрола на тежката артилерия.
- Кралският флот трябва да бъде ангажиран в Северно море и Средиземно море, за да не може да попречи на преминаването. Защитаващите брега ескадрони трябва да бъдат повредени или унищожени с атаки от въздуха или торпеда.

Това разделя отговорността за успеха на операцията между гросадмирал Ерих Редер и главнокомандващия на Луфтвафе, райхсмаршал Херман Гьоринг.

## Операция „Адлерангриф“
Въздушните битки, резултат от Операция „Адлерангриф“, по-късно стават известни като битката за Британия. Целта на Луфтвафе е да постигне контрол над въздушното пространство над Англия, което да позволи на военноморския флот да премине необезпокояван Ламанша. Промяната в целите на бомбардировките, от базите на кралските военновъздушни сили към бомбардиране на Лондон, дава на британските части необходимото време за възстановяване и прегрупиране.
Британското разузнаване вярва, че Луфтвафе има преимущество в броя самолети от 4:1. По тази причина кралските военновъздушни сили мобилизират всички свои резерви и ускоряват производството на Спитфайър. В допълнение започват тестове на нова технология - радарът.

## Военноморски сили
Една от основните пречки пред операцията е малкият флот на Германия. Голяма част от големите надводни кораби на Кригсмарине са повредени или унищожени по време на кампанията в Норвегия. Най-сериозни са загубите на ескадрени миноносци. Подводниците, най-силната част на Кригсмарине, не могат да действат в сравнително плиткия и тесен Ламанш. Въпреки че голяма част от кралския флот е ангажирана в Атлантическия океан и Средиземно море, защитаващите Англия кораби имат голямо предимство като брой. Те са уязвими от въздушни нападения, но дори при въздушно превъзходство от страна на Германия, десантът си остава рискована операция. В допълнение Кригсмарине отделя малкото останали големи и съвременни кораби за отклоняващи вниманието действия в Северно море.
Френският флот, един от най-силните и модерни в света, е можел да наклони баланса срещу Англия. Но поражението му от британците по време на атаката при Мерс ел-Кебир и потапянето му при Тулон не позволяват това да се случи.
Дори при успешно неутрализиране на кралския флот няма гаранция за успешно осъществяване на операцията. Транспортните кораби, използвани от германците са речни баржи, тъй като не притежават специализирани десантни съдове. Това ограничава количеството артилерия и танкове, които могат да бъдат транспортирани. Баржите не са предназначени за морско плаване, дори при идеални условия придвижването е щяло да бъде бавно, а съдовете уязвими на атака. Също така броят им е недостатъчен за транспортиране на първата и следващите вълни и екипировката им. Без специализирани десантни съдове за германците ще е от голямо значение бързото пленяване на някое от пристанищата, което е малко вероятно, като се има предвид британските защитни съоръжения около югоизточните пристанища. Освен това англичаните разполагат с няколко плана за непредвидени ситуации, включително използването на отровен газ, което допълнително би затруднило нападението.

## Прекратяване на операцията
На 17 септември 1940 г. Хитлер се среща с райхсмаршал Херман Гьоринг и фелдмаршал Герд фон Рундщет. По време на това събиране той бива убеден, че операцията е обречена. Германия не успява да установи контрол над въздушното пространство, губи битката за Британия, а координирането между трите клона на военните сили се оказва невъзможно. По-късно същия ден Хитлер нарежда отлагане на операцията. Едва на 13 февруари 1942 г. формациите ангажирани с нея са прехвърлени към други задължения.
Отлагането съвпада със слух, че е проведен опит за дебаркиране на британския бряг при Шингъл Стрийт, но е бил отблъснат с цената на големи германски загуби. Отразен е в американската преса, но официално е опроверган. Британски документи разсекретени през 1993 г. предполагат, че това успешно проведен пропаганден ход извършен за подобряване на морала в Англия, САЩ и окупирана Европа.

## Шансове за успех
Военните историци не са единодушни по въпроса за евентуалния успех на операция Морски лъв. Някои (като Майкъл Бърлайг, Андрю Моло, и Кенет Макзи, третия от които описва разсъжденията си в книгата Нападение, базирана на германски документи и разположение на войските през юли 1940 г.) смятат, че операцията вероятно би била успешна, докато други (като Питър Флеминг, Дерек Робинсън и Стивън Бънгей) считат, че опитът би завършил с провал. Адолф Галанд, командващ изтребителите на Луфтвафе в този период, твърди че плановете не са сериозни и че от Вермахта са отдъхнали, когато операцията е отменена.
След бомбардировките на Лондон Хитлер обръща внимание на по-важни дела, като нападението над Съветския съюз, а плановете за операция Морски лъв остават в миналото.

## Следвоенни симулации
Военни симулации на плана са проведени от Кралската военна академия Сандхърст през 1974 г. При тях е допуснато, че Луфтвафе не е постигнало превъзходство във въздуха, германците са овладели предмостия в Англия благодарение на изградени минни полета в Ла Манш, които да осигурят защита на първата вълна. Германските наземни части са забавени от изградените поредици от защитни съоръжения, всяка от които представлява комбинация от местни доброволци и физически бариери. През това време редовните части на британската армия се организират и насочват към местата на десанта. Няколко дни по-късно кралският флот преминава през минните полета и прекъсва доставките на продоволствия и подкрепления. Изолирани и изправени пред редовна армия разполагаща с бронетанкови части и артилерия, десантните части са принудени да се предадът.

## Германска окупация на Англия
След стартирането на операция Морски лъв шест айнзац групи (на немски: Einsatzgruppen) трябва да последват първата вълна за Англия. На тях е поверен списък (известен след войната като Черната книга) от 2820 души, които трябва да бъдат арестувани незабавно.

## В популярната култура
Успешното провеждане на операция Морски лъв става предмет на книги, пиеси и филми. Сред тях са:
- Книги
  - Срещу деня, През нощта и На сутринта, автор: Майкъл Кронин
  - Колаборационист, автор: Мърей Дейвис
  - SS-GB, автор: Лен Дайтън
  - Нападение: Алтернативна история на германското нападение над Англия, юли 1940 г., автор: Кенет Макзи
- Пиеси
  - Peace In Our Time (1946 г. – изиграна за първи път 1947 г.), автор: Ноел Кауърд
- Филми
  - Случи се тук (1965) [8]
  - Когато Хитлер нападна Англия (2004) [9]
  - Британия на Хитлер (2002) [10]